# El Brosquil
El Brosquil es una pedanía perteneciente al ayuntamiento de Cullera, Valencia.

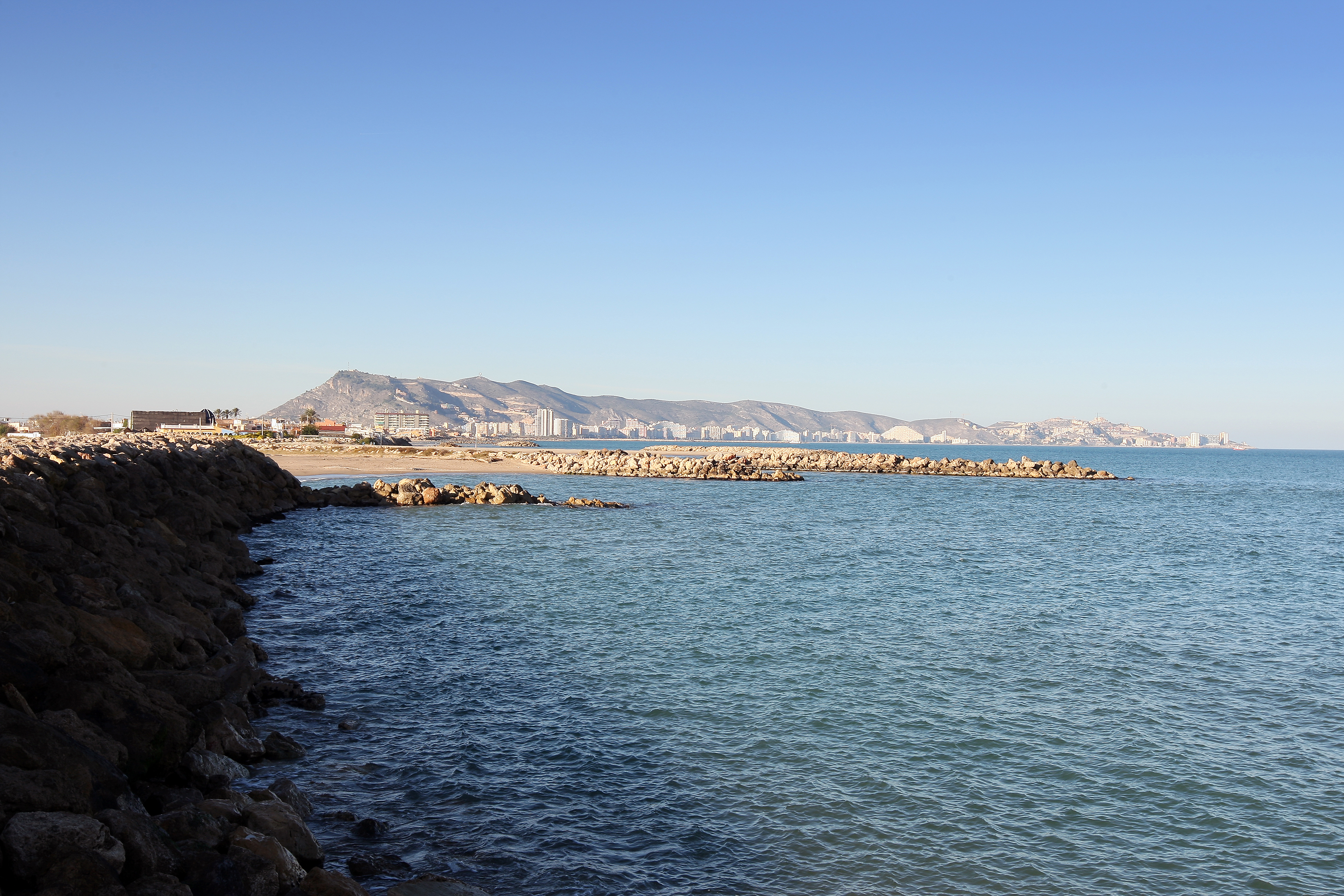
Playa de Brosquil

Su término se extiende desde la ribera sur de l'Estany hasta la frontera con el término de Tavernes de la Valldigna.
Las playas de la pedanía cuentan entre sus servicios, el de la Playa Canina.

## Fiestas
Las fiestas de la pedanía, en honor a su patrón San Vicent Ferrer se desarrollan coincidiendo con el Lunes de Pascua, siendo este el principal acontecimiento turístico.